# (612883) 2004 TF282
(612883) 2004 TF282, também escrito como 2004 TF282, é um objeto transnetuniano que está localizado no disco disperso, uma região do Sistema Solar. Ele possui uma magnitude absoluta de 6,3 e tem um diâmetro estimado com cerca de 242 quilômetros ou 244 quilômetros.

## Descoberta
(612883) 2004 TF282 foi descoberto no dia 15 de outubro de 2004 pelo astrônomo Marc W. Buie.

## Órbita
A órbita de (612883) 2004 TF282 tem uma excentricidade de 0,514 e possui um semieixo maior de 81,102 UA. O seu periélio leva o mesmo a uma distância de 39,421 UA em relação ao Sol e seu afélio a 123 UA.